# Len Carlson
Len Carlson ( 2 de septiembre de 1937 - 26 de enero de 2006 †) fue un actor de voz canadiense.
Carlson trabajó en varias series animadas y las más conocidas en las que ha trabajado son "The Legend of Zelda", "X-Men" y "The Raccoons" (y un director de voz para el show a partir de 1990), otros tanto como  "DIC Entertainment" y "Rocket Robin Hood" (en algunos de sus episodios).
El 26 de enero de 2006, Len Carlson murió de un ataque al corazón a los 68 años de edad. Fue ingresado en un hospital de Ontario, Canadá, y según la autopsia indicó que su muerte fue por mucha drogadicción, los médicos lo tomaron como un intento de suicidio.
- Datos: Q2358361